# GE Evolution Series
GE Evolution Series je produktová řada dieselelektrických lokomotiv vyráběných od roku 2003 americkou společností GE Transportation (od roku 2019 jedna z divizí Wabtec Corporation), vytvořená jako odpověď na přísnější emisní normy EPA Tier 2, které vešly v platnost 1. ledna 2005. Existuje mnoho různých verzí jak pro severoamerický trh, tak pro export, všechny jsou však poháněny nově vyvinutým motorem GEVO JM.

## Vývoj a výroba
Na přelomu tisíciletí, v souvislosti se stále se zpřísňujícími emisními limity, stálo GE před otázkou, zda pokračovat v úpravách stávajících motorů série 7FDL, používaných v lokomotivách řad Dash 9 a AC4400CW. Ty pocházely prakticky z 50. let 20. století, a snížení emisí na úroveň Tier 2 by u nich znamenalo navýšení spotřeby paliva, stejně jako zhoršení spolehlivosti. Navíc se nepředpokládalo, že by tyto motory byly schopny splnit budoucí normy, pokud by takové měly vejít v platnost. Bylo proto rozhodnuto vyvinout zcela nový spalovací motor, založený částečně jak na 7FDL, tak i na motoru HDL. U nového motoru GEVO-12 bylo použito pouze 12 válců při zachování výkonu šestnáctiválce 7FDL-16. Tím se snížil i počet dílů, což mělo mít pozitivní vliv na spolehlivost. Zároveň byla vyvinuta i šestnáctiválcová verze GEVO-16, s výkonem na úrovni motoru 7HDL-16.
Prvním prototypem Evolution Series se na počátku roku 2002 stala lokomotiva GECX 2005 modelu ES44AC, která byla podrobena důkladnému testování na zkušební trati poblíž výrobního závodu v Erie ve státě Pensylvánie. V průběhu let 2003 a 2004 byl dokončen prototyp modelu ES44DC číslo GECX 2011 a 50 lokomotiv ověřovací série, které byly přiděleny společnostem BNSF (30 kusů ES44AC), Union Pacific (5 kusů ES44AC) a Norfolk Southern (15 kusů ES40DC). Ještě před zahájením sériové výroby roku 2005 tak tyto lokomotivy zvládly najezdit přes 7 milionů km.

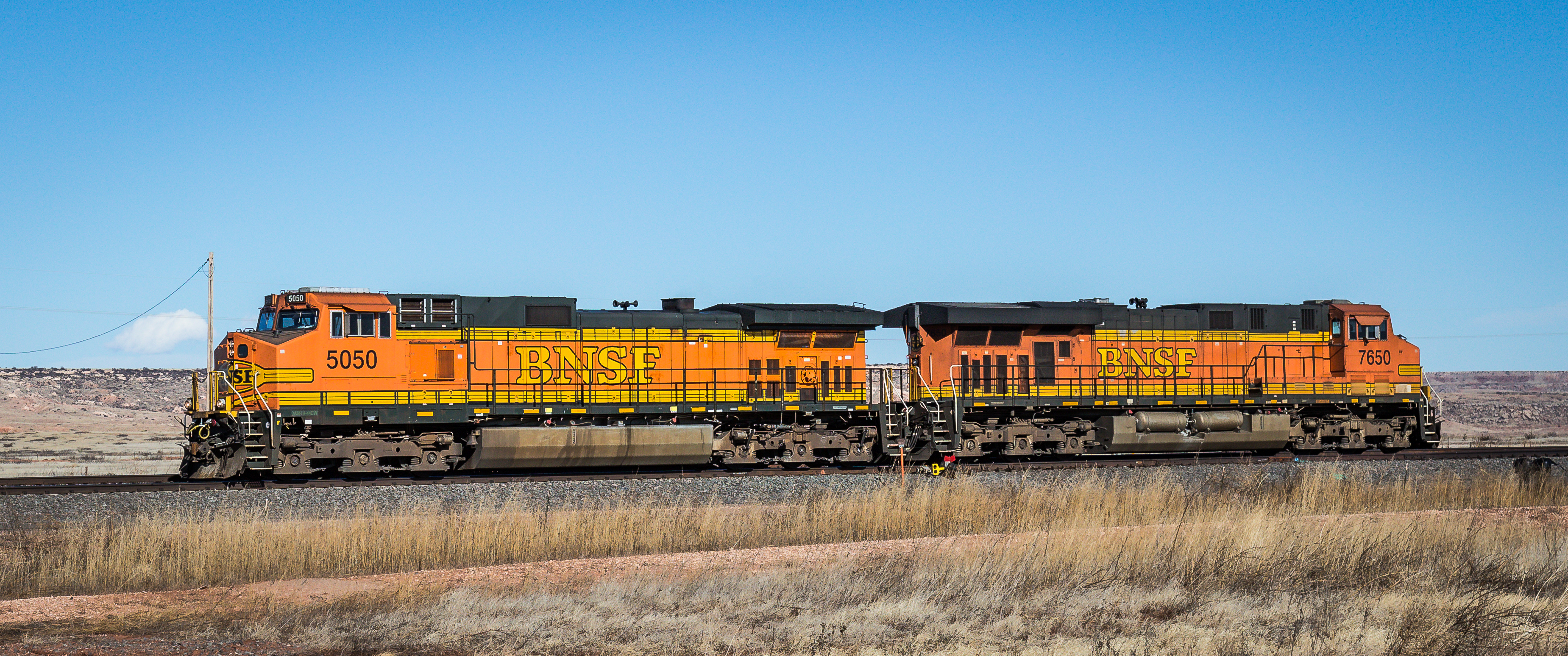
Lokomotiva C44-9W (vlevo) a ES44DC (vpravo), patrné jsou rozdíly v zadní části

Motory GEVO jsou kompletovány ve městě Grove City v Pensylvánii, zatímco výroba a finální montáž samotných lokomotiv probíhá v rozsáhlém areálu v Erie. Od roku 2013 se lokomotivy kompletují také v závodě ve Fort Worthu v Texasu.
GE původně předpokládalo, že se dopravci do konce roku 2004 „předzásobí“ staršími lokomotivami, aby se vyhnuli následnému nákupu dražších lokomotiv Evolution Series, s jejichž provozem a údržbou neměli zkušenosti. Výrazný růst přepravních výkonů však způsobil přetrvávající poptávku po nových lokomotivách i po 1. lednu 2005. Hned v prvním roce sériové výroby si tak exempláře tohoto typu objednaly všechny velké severoamerické železnice první třídy. V květnu 2006 byla dodána 1000. lokomotiva Evolution Series, BNSF 5972, ve stejném čtvrtletí byl překonán rekord v produkci, když během tří měsíců z výrobní linky v Erie sjelo celkem 238 lokomotiv. V tomto období společnosti CSX a Norfolk Southern přebíraly část svých strojů pouze v základové barvě, aby ušetřily čas potřebný k lakování. 5000. lokomotivou tohoto typu se v roce 2012 stal stroj UP 7964, který obdržel speciální polep připomínající tuto skutečnost. Wabtec na svých stránkách uvádí, že bylo dodáno již přes 8 000 lokomotiv Evolution Series.
Od přelomu let 2011/2012 byly do výroby zavedeny mírně upravené verze těchto lokomotiv, splňující novou emisní normu EPA Tier 3. Od počátku roku 2015 pak vešly v platnost ještě přísnější limity Tier 4, které si vyžádaly další radikálnější změny, projevující se i ve vnějším vzhledu nových lokomotiv.

## Modely

### ES40DC/ES44DC
Verze se smíšeným přenosem výkonu, v podvozcích je na valivých tlapových ložiscích uloženo šest stejnosměrných trakčních motorů GE 752AH. Lokomotivy dosahují rozjezdové tažné síly 632 kN a trvalé tažné síly 485 kN při převodovém poměru 83:20, umožňujícím jízdu maximální rychlostí 120 km/h. Délka lokomotivy je 22,3 m, standardní hmotnost ve službě 188,7 tun, ale například stroje CSX jsou balastovány na 196 tun. Základní model ES44DC má pro trakci k dispozici 3 255 kW výkonu (přibližně 4 400 koňských sil, odtud číslovka 44 v označení), ale železnice Norfolk Southern svou variantu objednala s výkonem omezeným na 2 980 kW (asi 4 000 koní), proto byly tyto lokomotivy původně označeny jako ES40DC. Mezi lety 2013 a 2014 byl výkon zvýšen na hodnotu běžnou u ostatních lokomotiv a spolu s tím bylo změněno i řadové označení. Železnice CSX se vydala opačnou cestou, původním ES44DC výkon snížila a přeznačila je na ES40DC.

### ES44AC
Verze se střídavým přenosem výkonu, každé dvojkolí je poháněno asynchronním trakčním motorem GE B13B2B s vlastním IGBT střídačem. Lokomotiva je opět dostupná s hmotností v rozsahu 188,7 až 196 tun. V „těžké“ variantě dosahuje rozjezdové tažné síly nejvýše 890 kN, trvalá tažná síla je pak díky použití asynchronních motorů až 739 kN. Takové lokomotivy jsou třeba u železnice CSX značeny jako ES44AH a kromě zvýšené hmotnosti disponují i dalšími subsystémy pro lepší využití adheze. Železnice Union Pacific své lokomotivy ES44AC označuje řadou C45ACCTE. Dosahují stejného výkonu jako lokomotivy ostatních společností, číslovka 45 je zde použita pouze pro odlišení od starších strojů C44ACCTE modelu AC4400CW. CTE označuje softwarovou volbu, která umožňuje snížit maximální tažnou sílu na 489 kN, pokud je lokomotiva dálkově řízena pomocí systému Locotrol jako vložená nebo koncová lokomotiva některých typů vlaků. U souprav s nerovnoměrně rozloženou hmotností by totiž při aplikaci plné tažné/tlačné síly mohlo hrozit vykolejení.

### ES44C4

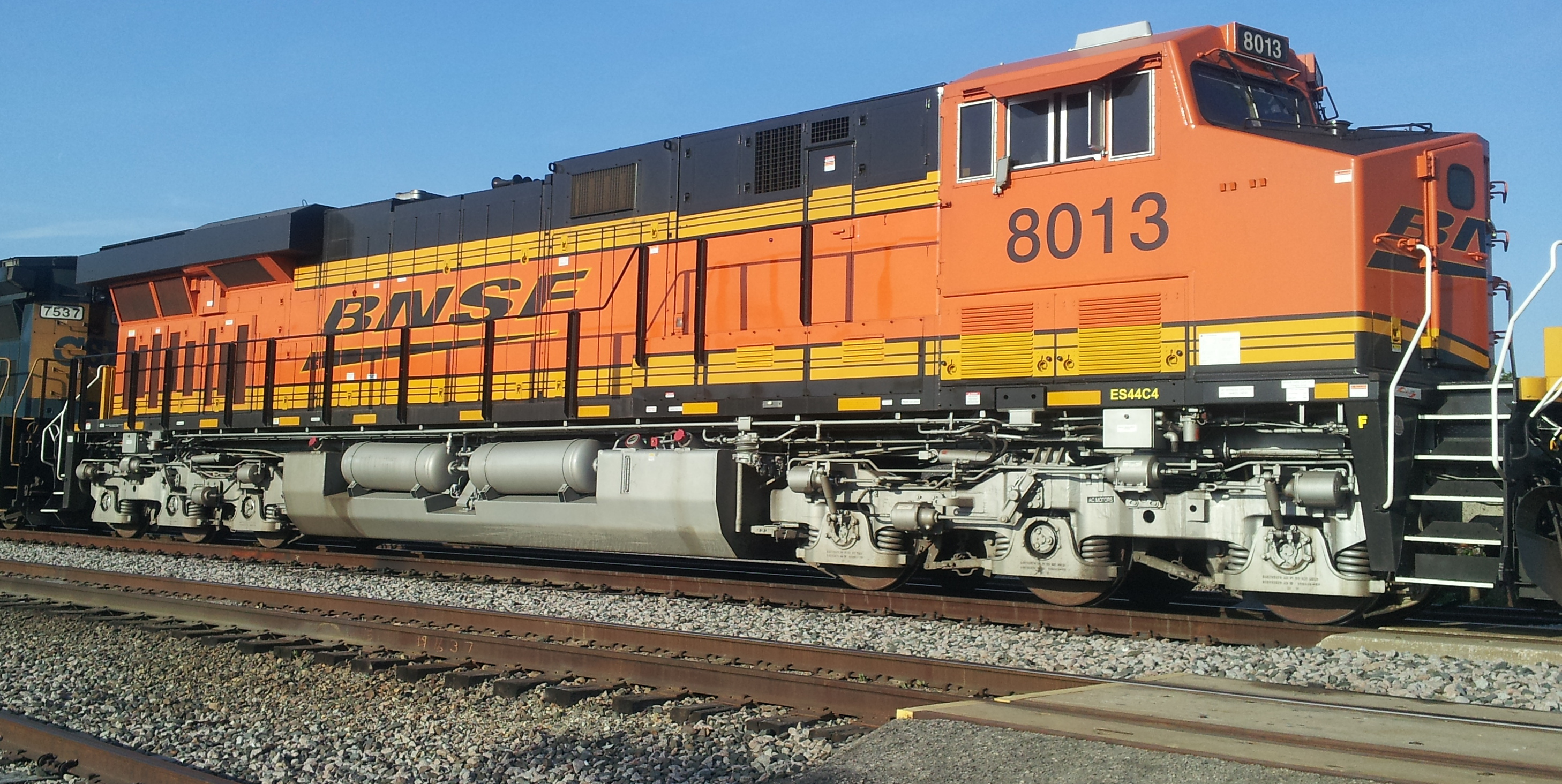
Lokomotiva ES44C4, povšimněte si válců a táhel nad 2. a 4. dvojkolím

Varianta střídavé lokomotivy ES44AC, u které jsou prostřední nápravy podvozků nepoháněné, uspořádání pojezdu je tedy (A1A)(A1A). Lokomotiva má trakční vlastnosti podobné šestinápravovým strojům se smíšeným přenosem výkonu (641 kN při rozjezdu, 467 kN trvale), díky použití asynchronních motorů však dosahuje nižších provozních nákladů (absence komutátorů). V porovnání s výchozím modelem ES44AC zase nabízí nižší pořizovací náklady. Charakteristickým znakem lokomotiv ES44C4 jsou pneumatické válce a táhla umístěné po stranách rámu podvozku nad nepoháněnými dvojkolími. Jsou součástí systému, který za zhoršených adhezních podmínek přenáší část nápravového tlaku prostřední nápravy na krajní hnací nápravy podvozku, čímž zvyšuje adhezní hmotnost lokomotivy.

### ET44AC/ET44C4
Kombinace „T4“ v označení modelu ET44AC prozrazuje, že tyto lokomotivy splňují emisní normu EPA Tier 4, která vstoupila v platnost roku 2015. První prototyp však byl představen v předstihu již v roce 2012. Snížení emisí bylo dosaženo použitím systému recirkulace spalin (EGR), dvoustupňového přeplňování a dalšími úpravami motoru, jehož maximální otáčky byly sníženy na 900 ot./min. GE se vyhnulo použití systému selektivní katalytické redukce, který by u uživatelů znamenal nutnost vybudovat infrastrukturu pro doplňování DEF, vodného roztoku močoviny (obdoba AdBlue). Délka se proti předchozím modelům zvedla na 22,71 m. Vizuálně se lokomotivy od starších strojů odlišují zvětšenou chladicí sekcí rozdílného tvaru a „hrbem“ kolem výfuku. ET44C4 je opět variantou s pouze čtyřmi hnacími nápravami.

## Technický popis
Následující popis představuje obecné uspořádání lokomotiv rodiny Evolution Series pro severoamerický trh, jednotlivé modely se od sebe v určitých částech liší. Menší odlišnosti pak vychází i z rozdílných požadavků provozovatelů.
Lokomotivy jsou kapotového provedení s ochozy, usazené jsou na dvou třínápravových podvozcích. Ty jsou standardně typu Hi-Ad, na přání zákazníka je ale možno u AC lokomotiv osadit podvozky s radiálně stavitelnými dvojkolími. Pod rámem je mezi podvozky zavěšena palivová nádrž o užitném objemu kolem 18 000 l. V její pravé části jsou ve výřezu umístěny dva vzduchojemy. Lokomotiva je vybavena samočinnými spřáhly AAR a samozřejmostí je na čelech umístěné rozhraní standardu AAR pro provoz ve vícečlenném řízení. Navíc si téměř všechny železnice své lokomotivy objednaly vybavené systémem Locotrol pro bezdrátové dálkové řízení.
Kapoty lokomotivy sestávají z pěti hlavních konstrukčních celků, tzv. cabs. Odpředu dozadu jde o:
Stanoviště strojvedoucího
Součástí stanoviště lokomotivní čety je rozšířený čelní představek, který je zesílen pro zvýšení ochrany obsluhy v případě nárazu. Nachází se v něm hygienické zařízení, prostor pro elektroniku (převážně součásti rozličných vlakových zabezpečovačů) a písečníky prvního podvozku. Lokomotivní četa sedí ve vyvýšené části stanoviště, pod jehož podlahou se ukrývá klimatizační jednotka a části brzdového systému. Dle amerických zvyklostí sedí strojvedoucí na pravé straně, vlakvedoucí na levé. Ovládací pulty jsou vybaveny velkými displeji, které zobrazují většinu potřebných informací. Lokomotivy jsou vybaveny elektricky ovládanými brzdiči samočinné i přímočinné brzdy. Uspořádání stanoviště lze dle preferencí zákazníka zvolit buď s ovládacími prvky na „stojanu“ po levé ruce strojvedoucího (vhodnější při posunu a jízdě vzad), nebo s ovládacími prvky na pultu před strojvedoucím. Na střeše kabiny se nachází soustava antén.
Blok řídicí a výkonové elektroniky
Za stanovištěm strojvedoucího se nachází blok řídicí a výkonové elektroniky, tzv. auxiliary cab. Uvnitř nalezneme prvky řídicího systému lokomotivy, stykače, trakční usměrňovače a u strojů se střídavým přenosem výkonu i měniče na bázi IGBT, pro každé hnací dvojkolí jeden. V horní části se nacházejí odporníky elektrodynamické brzdy, která u střídavého modelu brzdí maximální silou 436 kN a účinkuje téměř až do zastavení.
Blok alternátoru
Dále směrem vzad následuje blok alternátoru, tzv. blower cab. Zde je osazen trakční alternátor s pomocným alternátorem a ventilátor pro jejich chlazení.
Blok spalovacího motoru

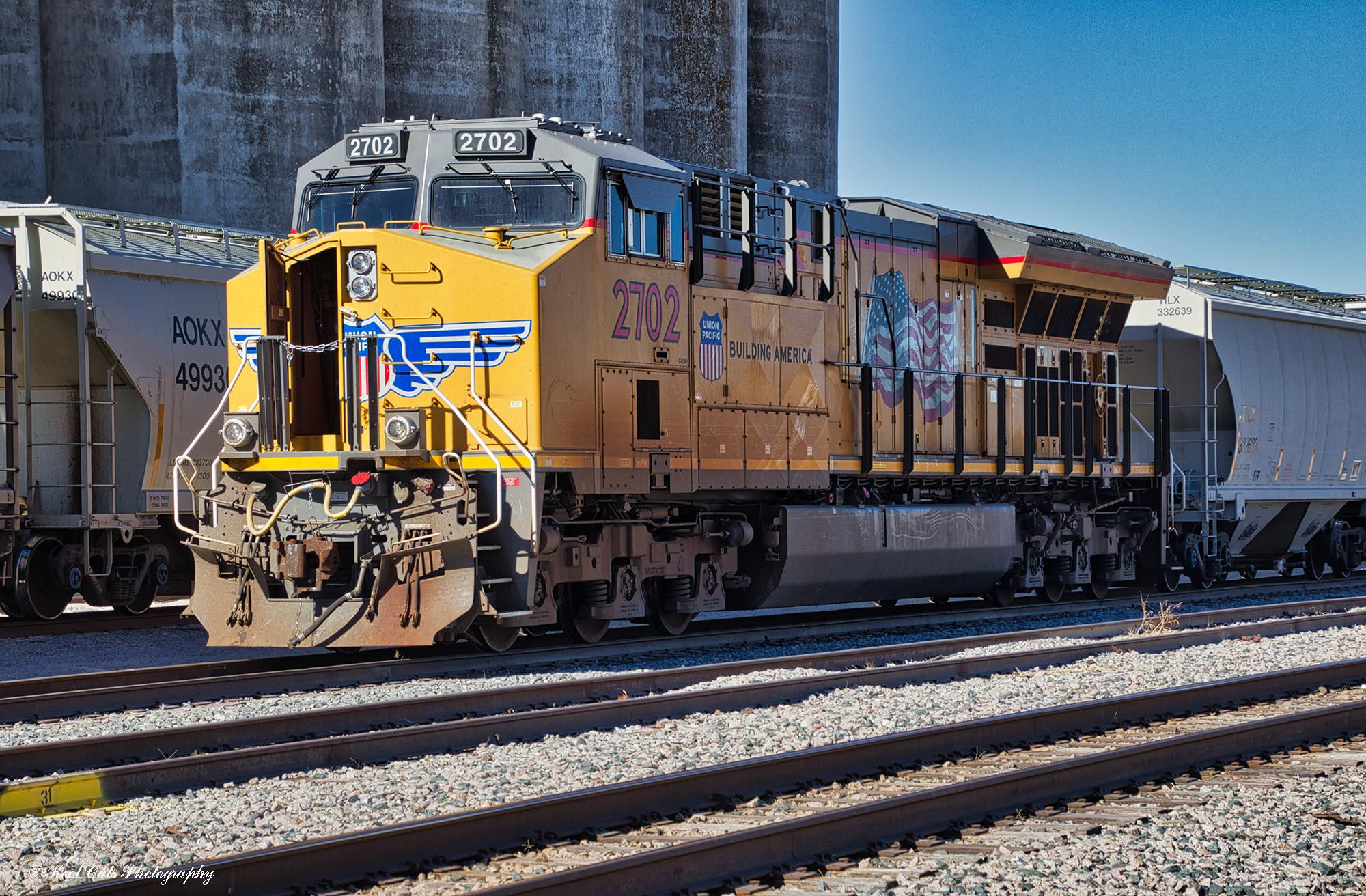
ET44AC se vyznačuje objemnější chladicí sekcí

Ve střední části lokomotivy je umístěn spalovací motor GEVO-12, dvanáctiválcový čtyřdobý agregát s válci do V, zdvihovým objemem 188,5 l, vrtáním válců 250 mm a zdvihem pístů 320 mm. Jeho hmotnost dosahuje 19 tun, přeplňovaný je jedním turbodmychadlem (šestnáctiválcová verze používá turbodmychadla dvě). Ve starší verzi využívá elektricky ovládané vstřikovače, kdy každý válec má vlastní vstřikovací čerpadlo pracující s tlakem přes 69 MPa. Počínaje lokomotivami splňujícími emisní normu EPA Tier 3 je však osazován systém vstřikování common rail. Rozmezí otáček je od volnoběžných 450 ot./min až po maximálních 1 050 ot./min, při kterých motor dosahuje jmenovitého výkonu 3 356 kW.
V horní části bloku motoru je vyveden výfuk spalin a je zde umístěna i lokomotivní houkačka.
Blok chlazení
Zadní část kapoty, tzv. radiator cab, má v horních partiích rozšířenou chladicí sekci, která je typickým rozpoznávacím znakem těchto lokomotiv. Její samozřejmou součástí je chladič vodního okruhu spalovacího motoru, který obsahuje 1 700 l chladicí kapaliny. Rozdílem proti starším lokomotivám je však použití dvoustupňového mezichladiče plnicího vzduchu. Stlačený vzduch vystupující z turbodmychadla je nejdříve ochlazován ve výměníku vzduch–voda a následně ve dvou výměnících vzduch–vzduch tak, aby jeho teplota při vstupu do motoru nepřesahovala 35 °C.
V prostoru pod samotnou chladicí sekcí je ukryt kompresor, ventilátor chlazení trakčních motorů, chladič mazacího oleje (mazací okruh obsahuje 1 700 l oleje), olejový filtr a vzduchové filtry. Po levé straně je umístěna elektricky ovládaná ruční brzda, v zadní stěně se pak nachází písečník druhého podvozku.

## Varianty s alternativním pohonem

### NextFuel
NextFuel je sada pro dodatečnou montáž, která umožňuje lokomotivám Evolution Series využívat dvoupalivový systém, kombinaci motorové nafty a LNG. Maximální poměr plynu v palivové směsi je 80 %. Technologickým demonstrátorem tohoto systému se stala lokomotiva ES44AC čísla GECX 3000. Prvním velkým zákazníkem je železnice Florida East Coast Railway, která do roku 2017 modifikovala celou svou flotilu 24 lokomotiv ES44C4. V párech sdílejících společný LNG tendr jsou nasazovány na hlavní trati mezi městy Jacksonville a Miami.

### Hybrid
V květnu roku 2007 představilo GE novou hybridní lokomotivu založenou na platformě Evolution Series. Stroj GECX 2010 je lokomotivou ES44AC doplněnou o sodík-nikl-chlorid (Na-NiCl2) baterie ukryté pod ochozy, do kterých se při dynamickém brzdění rekuperuje část energie.

### FLXdrive

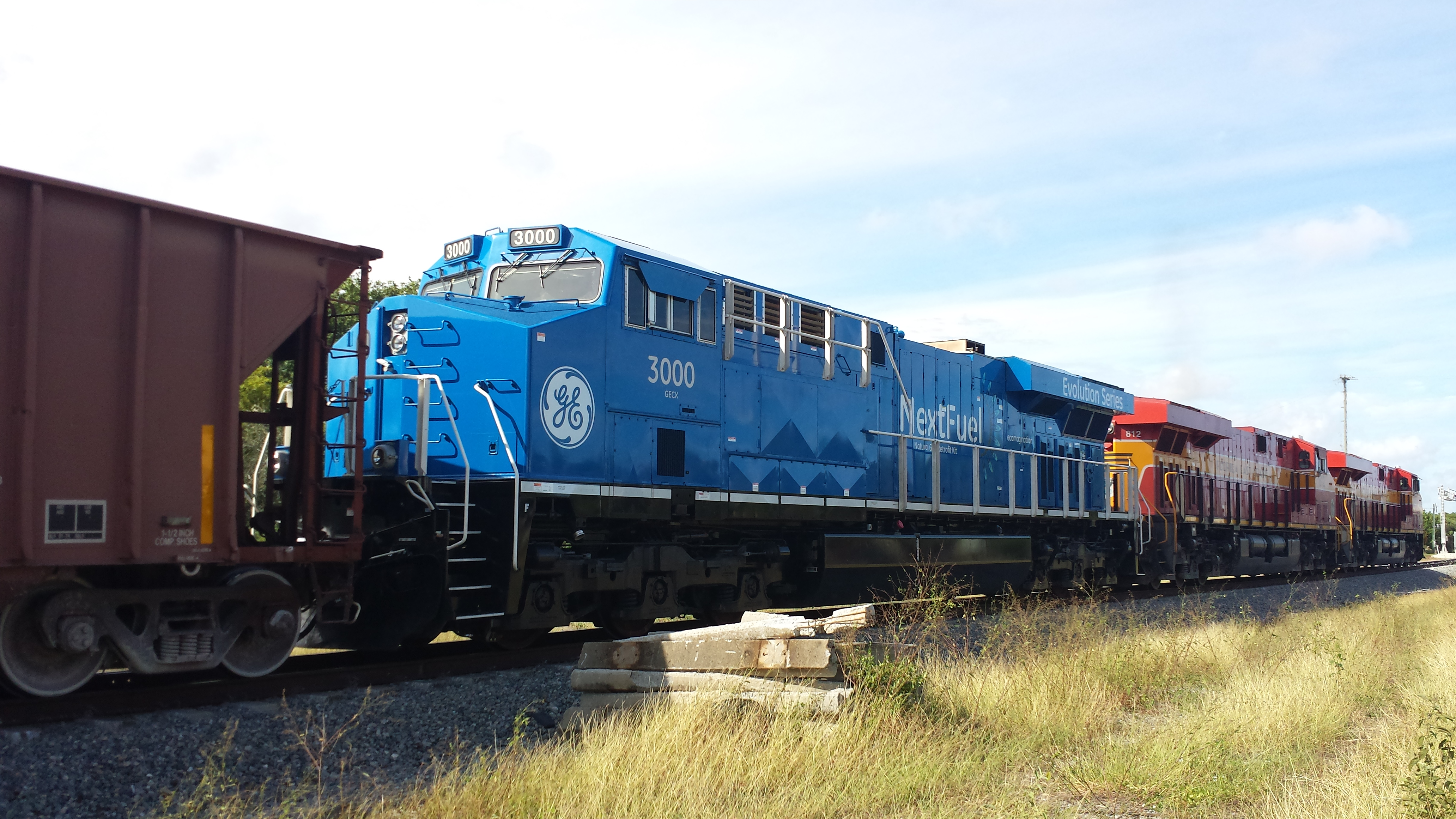
GECX 3000 před přestavbou na bateriový pohon

Stroj GECX 3000, původně sloužící jako demonstrátor technologie NextFuel, byl s přispěním grantů kalifornských agentur ochrany životního prostředí a železniční společnosti BNSF podroben přestavbě na plně bateriovou lokomotivu, Wabtecem označovanou jako model BEL44C4D, a stal se prvním prototypem bateriových lokomotiv nabízených pod marketingovým označením FLXdrive. Na zadní polovině rámu vyrostla rozměrná skříň s centrální uličkou, ukrývající v sobě přes 20 000 Li-ion článků s celkovou kapacitou asi 2,4 MWh. Stabilní teplota 23 °C je udržována pomocí střešní klimatizační jednotky, baterie samotné jsou zespodu chlazeny vzduchem. Lokomotivu lze nabíjet ze sítě pomocí 480 V zásuvky, v provozu se pak dobíjí rekuperačním brzděním. Uspořádání náprav je stejné jako u modelů ES44C4 a ET44C4. Podobně jako její spalovacími motory poháněné protějšky dosahuje maximálního výkonu 3 255 kW a rozjezdové tažné síly 641 kN. Trvalá tažná síla je pak uváděna jako 347 kN, je ale omezena kapacitou baterií, která stačí na pouhých 30–40 minut provozu v plném výkonu. Na počátku roku 2021 se GECX 3000 spolu s dvěma lokomotivami ET44C4 zúčastnila tříměsíčního pilotního testování na trati z Barstow do Stocktonu v Kalifornii.

## Export a licenční výroba
Ačkoliv byly lokomotivy Evolution Series vyvinuty primárně s důrazem na plnění emisních limitů v USA, své uživatele si typy založené na této platformě našly i za hranicemi kontinentu. Exportní a v licenci vyráběné lokomotivy se vlivem rozdílných národních norem, specifik trhu a požadavků zákazníka mohou od svých severoamerických protějšků výrazně odlišovat jak po stránce technické (průjezdný průřez, nápravová hmotnost), tak i vizuálně.

### Austrálie
Australská těžební společnost Rio Tinto od roku 2008 provozuje mezinárodní verzi lokomotiv ES44DCi, vyznačující se zvětšenou chladicí sekcí pro provoz za vysokých teplot a palivovou nádrží s větším objemem. Nověji pak vlastní i střídavou verzi ES44ACi se stejnými úpravami. Tuto variantu provozuje i Roy Hill, další ze společností působících v regionu Pilbara. Lokomotivy Rio Tinto jsou v rámci programu AutoHaul provozovány v autonomním režimu bez strojvedoucích.

### Brazílie
Brazilská důlní společnost Vale provozuje na širokém rozchodu 1 600 mm flotilu lokomotiv ES58ACi, jimž motory GEVO-16 dodávají maximální trakční výkon 4 288 kW. V zemi jsou u několika dopravců v provozu také osminápravové lokomotivy ES43BBi určené pro tratě s rozchodem 1 000 mm a od roku 2022 i lokomotivy ES44ACi vyráběné přímo v Brazílii.

### Čína

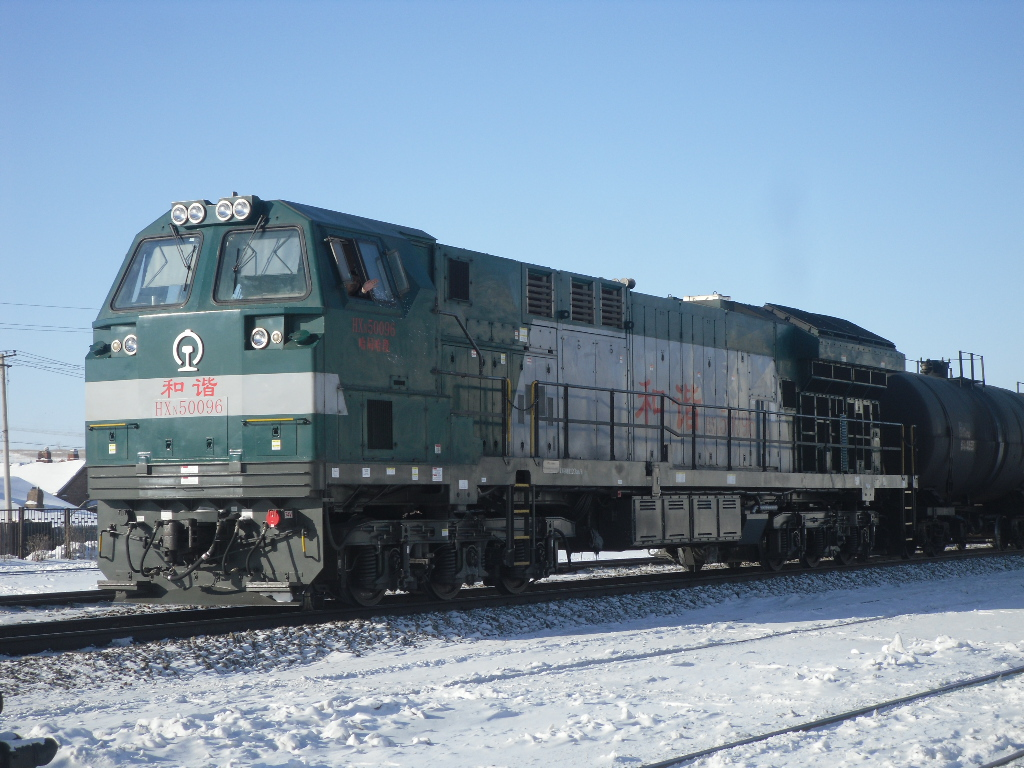
Čínská lokomotiva HXN5

Čínské ministerstvo železnic si roku 2005 u GE Transportation objednalo 300 lokomotiv ES59ACi. Stroje v Číně označované řadou HXN5 jsou poháněny motory GEVO-16 a Čínské dráhy je nasazují na výkony v nákladní dopravě. Finální montáž probíhala v lokomotivce Qishuyan (později CRRC Qishuyan).

### Egypt
Egyptské železnice od roku 2009 provozují v osobní i nákladní dopravě 80 lokomotiv ES40ACi. V roce 2017 Egypt uzavřel s GE Transportation dohodu o společném záměru týkající se dodávky 100 univerzálních lokomotiv ES30ACi, prvních 10 kusů dorazilo k zákazníkovi na konci roku 2019.

### Indie
V roce 2015 uzavřená smlouva mezi GE a Indickými železnicemi předpokládá dodání 1 000 širokorozchodných (1 676 mm) nákladních motorových lokomotiv v průběhu 10 let. Mělo by jít o 700 lokomotiv WDG4G (model ES43ACmi) a 300 strojů WDG6G (model ES58ACi). První jmenovaná používá motor GEVO-12 a má stanoviště na obou koncích, WDG6G je poháněna agregátem GEVO-16 a má stanoviště pouze na jednom konci. Maximální rychlost je v obou případech 100 km/h. Prvních 50 lokomotiv WDG4G bylo zkompletováno v Erie a odesláno lodí, zbylá část by již měla být produkována v nově vybudovaném závodě ve městě Marhaura (stát Bihár) s až 70% podílem indických dílů.

### Jihoafrická republika
Lokomotivy ES40ACi provozované jihoafrickým dopravcem Transnet Freight Rail jsou známy jako řada 44-000. 233 kusů bylo objednáno v roce 2014 a s výjimkou prvních šesti jsou vyráběny v JAR, aby byla splněna podmínka nejméně 55% podílu domácího průmyslu na výrobě motorových lokomotiv. Klíčové části jako spalovací motor jsou však dováženy z USA.

### Kazachstán

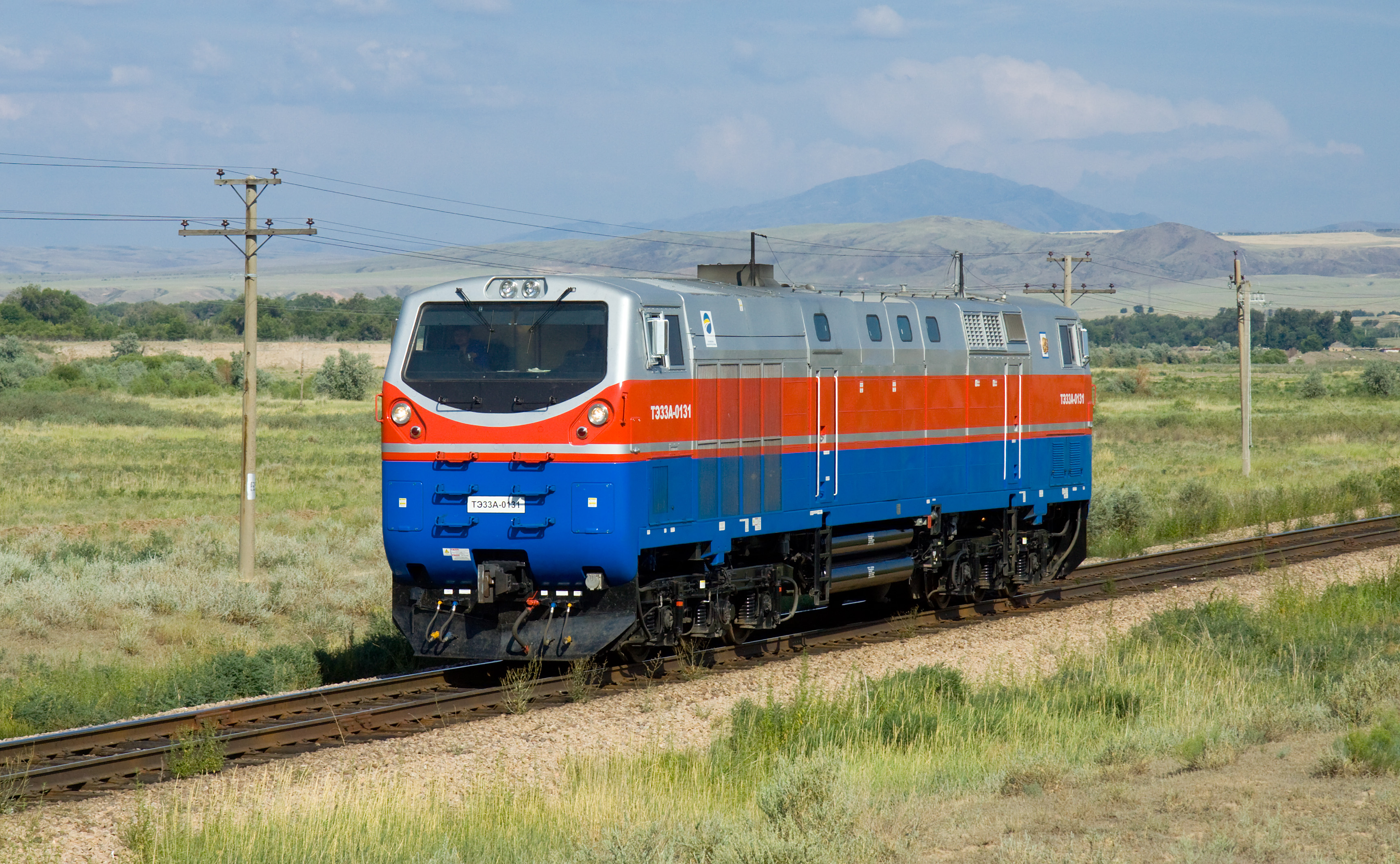
Kazachstánská lokomotiva TE33A

Státní dopravce KTZ si roku 2006 objednal 310 lokomotiv řady TE33A. Prvních 15 lokomotiv bylo postaveno v Erie, zatímco se budoval nový závod LKZ poblíž Astany, kam se výroba následně přesunula. KTZ nakonec obdrželo méně lokomotiv, než bylo původně zamýšleno, část produkce šla navíc na export do dalších zemí SNS (do Ázerbájdžánu, Kyrgyzstánu, Tádžikistánu, Turkmenistánu nebo na Ukrajinu). Roku 2012 byl uzavřen s KTZ další kontrakt, tentokráte na 110 osobních lokomotiv TEP33A s vyšší maximální rychlostí 160 km/h. Trakční motory, nápravové převodovky a dvojkolí pro ně dodává Škoda Transportation.

### Moldavsko
Lokomotivy TE33A si v počtu 12 kusů objednalo i Moldavsko, z USA měly být odesílány v rozloženém stavu a sestavovány až v zemi určení. První lokomotiva dorazila v červenci 2020.

### Pákistán
V roce 2015 si Pákistánské železnice objednaly 55 nákladních lokomotiv ES43ACi. Stroje o hmotnosti 137 tun a s maximální rychlostí 120 km/h měly být nasazovány primárně ve vozbě uhelných vlaků.

### Ukrajina
Ukrajinské železnice Ukrzaliznycja obdržely ke konci roku 2018 první ze série 30 objednaných lokomotiv, které označují jako TE33AS. Součástí rámcové smlouvy podepsané dříve toho roku je i opce na dalších 195 kusů. Podíl ukrajinského průmyslu na lokomotivách, jimž se přezdívá „trojzubec“, je 10 %. U druhé série 40 kusů, plánované na rok 2020, se měl tento podíl zvýšit na 15 %.